# A Westworld epizódjainak listája
A Westworld egy amerikai sci-fi, western televíziós sorozat, melynek alkotói Jonathan Nolan és Lisa Joy, és az HBO mutatott be 2016. október 2-án. A sorozat Michael Crichton 1973-as Feltámad a vadnyugat című filmjén, valamint annak 1976-os folytatásán, az Eljövendő világon alapszik. A cselekmény az androidok által lakott vidámparkban, Westworldben játszódik, ahol a fizető vendégek következmények nélkül szórakozhatnak a park teljes területén anélkül, hogy a látszatra normális emberi életet élő androidok közbeavatkoznának.
2016. december 4-ig bezárólag 10 epizód került adásba, amely összesen egy évadot foglal magába. A sorozat tíz epizódból álló második évadát az HBO 2016 novemberében rendelte be, majd 2018. április 22-én tűzték képernyőre. 2018. május 1-jén a csatorna berendelte a sorozat harmadik évadját.

## Évadáttekintés
| Évad | Évad | Részek száma | Részek száma | Eredeti sugárzás  | Eredeti sugárzás    | Magyar sugárzás   | Magyar sugárzás     |
| Évad | Évad | Részek száma | Részek száma | Évadbemutató      | Évadzáró            | Évadbemutató      | Évadzáró            |
| ---- | ---- | ------------ | ------------ | ----------------- | ------------------- | ----------------- | ------------------- |
|      | 1.   | 10           | 10           | 2016. október 2.  | 2016. december 4.   | 2016. október 3.  | 2016. december 5.   |
|      | 2.   | 10           | 10           | 2018. április 22. | 2018. június 24.    | 2018. április 23. | 2018. június 25.    |
|      | 3.   | 8            | 8            | 2020. március 15. | 2020. május 3.      | 2020. március 29. | 2020. augusztus 2.  |
|      | 4.   | 8            | 8            | 2022. június 26.  | 2022. augusztus 14. | 2022. június 27.  | 2022. augusztus 15. |

## Epizódok

### Első évad (2016)
| Sor. | Év. | Cím                                               | Rendező              | Író                                                                                             | Premier                               | Nézettség   |
| ---- | --- | ------------------------------------------------- | -------------------- | ----------------------------------------------------------------------------------------------- | ------------------------------------- | ----------- |
| 1.   | 1.  | Az első (The Original)                            | Jonathan Nolan       | Történet: Jonathan Nolan & Lisa Joy és Michael Crichton Forgatókönyv: Jonathan Nolan & Lisa Joy | 2016. október 2. 2016. október 3.     | 1,96 millió |
| 2.   | 2.  | Gesztenye (Chestnut)                              | Richard J. Lewis     | Jonathan Nolan & Lisa Joy                                                                       | 2016. október 9. 2016. október 10.    | 1,50 millió |
| 3.   | 3.  | A kóbor (The Stray)                               | Neil Marshall        | Daniel T. Thomsen & Lisa Joy                                                                    | 2016. október 16. 2016. október 17.   | 2,10 millió |
| 4.   | 4.  | Kognitív disszonancia (Dissonance Theory)         | Vincenzo Natali      | Ed Brubaker & Jonathan Nolan                                                                    | 2016. október 23. 2016. október 24.   | 1,70 millió |
| 5.   | 5.  | Contrapasso (Contrapasso)                         | Jonny Campbell       | Történet: Dominic Mitchell & Lisa Joy Forgatókönyv: Lisa Joy                                    | 2016. október 30. 2016. október 31.   | 1,49 millió |
| 6.   | 6.  | Az ellenség (The Adversary)                       | Frederick E. O. Toye | Halley Gross & Jonathan Nolan                                                                   | 2016. november 6. 2016. november 7.   | 1,64 millió |
| 7.   | 7.  | Káprázat (Trompe L'Oeil)                          | Frederick E. O. Toye | Halley Gross & Jonathan Nolan                                                                   | 2016. november 13. 2016. november 14. | 1,75 millió |
| 8.   | 8.  | Jelromlás (Trace Decay)                           | Stephen Williams     | Charles Yu & Lisa Joy                                                                           | 2016. november 20. 2016. november 21. | 1,78 millió |
| 9.   | 9.  | A jól hangolt zongora (The Well-Tempered Clavier) | Michelle MacLaren    | Dan Dietz & Katherine Lingenfelter                                                              | 2016. november 27. 2016. november 28. | 2,09 millió |
| 10.  | 10. | Kétkamarás tudat (The Bicameral Mind)             | Jonathan Nolan       | Lisa Joy & Jonathan Nolan                                                                       | 2016. december 4. 2016. december 5.   | 2,24 millió |

### Második évad (2018)
| Sor. | Év. | Cím                                           | Rendező             | Író                              | Premier                             | Nézettség   |
| ---- | --- | --------------------------------------------- | ------------------- | -------------------------------- | ----------------------------------- | ----------- |
| 11.  | 1.  | Út az éjszakába (Journey into Night)          | Richard J. Lewis    | Lisa Joy & Roberto Patino        | 2018. április 22. 2018. április 23. | 2,10 millió |
| 12.  | 2.  | Újra együtt (Reunion)                         | Vincenzo Natali     | Carly Wray & Jonathan Nolan      | 2018. április 29. 2018. április 30. | 1,85 millió |
| 13.  | 3.  | Virtus és szerencse (Virtù e Fortuna)         | Richard J. Lewis    | Roberto Patino & Ron Fitzgerald  | 2018. május 6. 2018. május 7.       | 1,63 millió |
| 14.  | 4.  | A szfinx rejtvénye (The Riddle of the Sphinx) | Lisa Joy            | Gina Atwater & Jonathan Nolan    | 2018. május 13. 2018. május 14.     | 1,59 millió |
| 15.  | 5.  | Akane No Mai (Akane No Mai)                   | Craig Zobel         | Dan Dietz                        | 2018. május 20. 2018. május 21.     | 1,55 millió |
| 16.  | 6.  | Fázistér (Phase Space)                        | Tarik Saleh         | Carly Wray                       | 2018. május 27. 2018. május 28.     | 1,11 millió |
| 17.  | 7.  | Les Écorchés (Les Écorchés)                   | Nicole Kassell      | Jordan Goldberg & Ron Fitzgerald | 2018. június 3. 2018. június 4.     | 1,39 millió |
| 18.  | 8.  | Kiksuya (Kiksuya)                             | Uta Briesewitz      | Carly Wray & Dan Dietz           | 2018. június 10. 2018. június 11.   | 1,44 millió |
| 19.  | 9.  | Centrumpont (Vanishing Point)                 | Stephen Williams    | Roberto Patino                   | 2018. június 17. 2018. június 18.   | 1,56 millió |
| 20.  | 10. | Utasok (The Passenger)                        | Frederick E.O. Toye | Jonathan Nolan & Lisa Joy        | 2018. június 24. 2018. június 25.   | 1,56 millió |

### Harmadik évad (2020)
| Sor. | Év. | Cím                                        | Rendező            | Író                             | Premier                              | Nézettség   |
| ---- | --- | ------------------------------------------ | ------------------ | ------------------------------- | ------------------------------------ | ----------- |
| 21.  | 1.  | Parce Domine (Parce Domine)                | Jonathan Nolan     | Lisa Joy és Jonathan Nolan      | 2020. március 15. 2020. március 29.  | 0,90 millió |
| 22.  | 2.  | A téli út (The Winter Line)                | Richard J. Lewis   | Matthew Pitts és Lisa Joy       | 2020. március 22. 2020. április 5.   | 0,78 millió |
| 23.  | 3.  | A mező hiánya (The Absence of Field)       | Amanda Marsalis    | Denise Thé                      | 2020. március 29. 2020. július 19.   | 0,80 millió |
| 24.  | 4.  | A száműzöttek anyja (The Mother of Exiles) | Paul Cameron       | Jordan Goldberg és Lisa Joy     | 2020. április 5. 2020. július 19.    | 0,78 millió |
| 25.  | 5.  | Zsáner (Genre)                             | Anna Foerster      | Karrie Crouse és Jonathan Nolan | 2020. április 12. 2020. július 26.   | 0,77 millió |
| 26.  | 6.  | Dekoherencia (Decoherence)                 | Jennifer Getzinger | Suzanne Wrubel és Lisa Joy      | 2020. április 19. 2020. július 26.   | 0,77 millió |
| 27.  | 7.  | Kamikaze gyalog (Passed Pawn)              | Helen Shaver       | Gina Atwater                    | 2020. április 26. 2020. augusztus 2. | 0,81 millió |
| 28.  | 8.  | Válságelmélet (Crisis Theory)              | Jennifer Getzinger | Denise Thé és Jonathan Nolan    | 2020. május 3. 2020. augusztus 2.    | 0,89 millió |

### Negyedik évad (2022)
| Sor. | Év. | Cím                                    | Rendező                | Író                               | Premier                                 | Nézettség   |
| ---- | --- | -------------------------------------- | ---------------------- | --------------------------------- | --------------------------------------- | ----------- |
| 29.  | 1.  | Az előjelek (The Auguries)             | Richard J. Lewis       | Lisa Joy és William Bromell       | 2022. június 26. 2022. június 27.       | 0,33 millió |
| 30.  | 2.  | Elég legyen! (Well Enough Alone)       | Craig William Macneill | Matthew Pitts és Christina Ham    | 2022. július 3. 2022. július 4.         | 0,35 millió |
| 31.  | 3.  | Őrült évek (Annees Folles)             | Hanelle M. Culpepper   | Kevin Lau és Suzanne Wrubel       | 2022. július 10. 2022. július 11.       | 0,31 millió |
| 32.  | 4.  | Generációs veszteség (Generation Loss) | Paul Cameron           | Kevin Lau és Suzanne Wrubel       | 2022. július 17. 2022. július 18.       | 0,31 millió |
| 33.  | 5.  | Zhuangzi (Zhuangzi)                    | Craig William Macneill | Wes Humphrey és Lisa Joy          | 2022. július 24. 2022. július 25.       | 0,38 millió |
| 34.  | 6.  | Hűség (Fidelity)                       | Andrew Seklir          | Jordan Goldberg és Alli Rock      | 2022. július 31. 2022. augusztus 1.     | 0,39 millió |
| 35.  | 7.  | Metanoia (Metanoia)                    | Meera Menon            | Desa Larkin-Boutte és Denise Thé  | 2022. augusztus 7. 2022. augusztus 8.   | 0,32 millió |
| 36.  | 8.  | Lesz, ami lesz (Que Sera, Sera)        | Richard J. Lewis       | Alison Schapker és Jonathan Nolan | 2022. augusztus 14. 2022. augusztus 15. | 0,39 millió |